# Finnebysjön
Finnebysjön är en sjö i Ljusdals kommun i Hälsingland och ingår i Ljusnans huvudavrinningsområde. Sjön har en area på 1,44 kvadratkilometer och ligger 249 meter över havet. Sjön avvattnas av vattendraget Enån.

## Delavrinningsområde
Finnebysjön ingår i det delavrinningsområde (688024-148169) som SMHI kallar för Utloppet av Finnebysjön. Medelhöjden är 300 meter över havet och ytan är 6,68 kvadratkilometer. Räknas de 15 avrinningsområdena uppströms in blir den ackumulerade arean 117,43 kvadratkilometer. Enån som avvattnar avrinningsområdet har biflödesordning 2, vilket innebär att vattnet flödar genom totalt 2 vattendrag innan det når havet efter 169 kilometer. Avrinningsområdet består mestadels av skog (62 procent). Avrinningsområdet har 1,39 kvadratkilometer vattenytor vilket ger det en sjöprocent på 20,8 procent.